# Sengge Rinchen

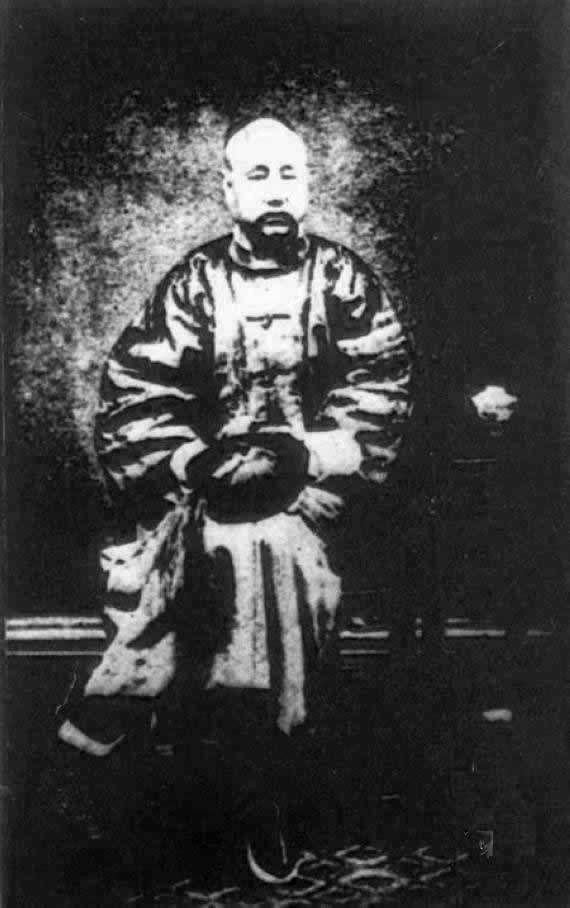

Sengge Rinchen (chiń. 僧格林沁; pinyin Sēnggélínqìn); ur. 1811, zginął 19 maja 1865) – arystokrata mongolski, dowódca wojskowy dynastii Qing, który odznaczył się w walce z tajpingami i Nian.
Urodzony w książęcym klanie Borżyginów, wywodzącym się od Czyngis-chana, w Mongolii Wewnętrznej; w 1825 otrzymał od cesarza tytuł księcia drugiego stopnia. Jako jeden z licznych Mongołów w służbie qingowskiej, wyróżnił się w 1853, gdy zatrzymał północną armię tajpingów i pojmał jej przywódcę, Li Kaifanga, za co w 1855 otrzymał tytuł księcia pierwszej rangi.
W 1859, podczas II wojny opiumowej dowodził obroną fortów Dagu, skutecznie odpierając natarcie brytyjsko-francuskie (25 czerwca jego siły zatopiły cztery brytyjskie kanonierki). Zwycięstwo to miało też wpływ na utwardzenie chińskiej pozycji podczas negocjacji traktatu z Aigun z Rosjanami oraz bezpośrednich rozmów z Brytyjczykami i Francuzami.  Jednak gdy ci wylądowali ponownie pod Dagu w 1860 siły Senggena zostały pobite, w następstwie czego wojska kolonialne miały otwartą drogę na Pekin.
5 listopada 1860 został wyznaczony na głównego komisarza cesarskiego i wysłany z niemal trzydziestotysięczną armią przeciw Nian. Po początkowej klęsce pod Leshan (1860), Senge Rinchen osiągnął pewne sukcesy w walce z rebeliantami.  Wygrawszy w 1862 bitwę pod Bozhou zmusił do kapitulacji Nian znad rzeki Wu i ruszył na południe. Okrążywszy po zaciętych walkach oddziały Zhang Lexinga, w 1863 dostał go w swoje ręce i stracił, podobnie jak kilkunastu innych przywódców. Zdarzenie to rzuca cień na postać księcia, jako że stracił on zarówno Zhanga, jak i grupę powstańców, którzy go schwytali i pragnęli się poddać, wydając swego dawnego przywódcę.
Nie zdążył skonsolidować panowania nad ledwo podbitym terytorium Nian, ponieważ musiał ruszyć na Shandong. Tam okrążył i zdławił powstanie Liu Depeia, lokalnego uczonego konfucjańskiego, który zbuntował się przeciw wysokim podatkom i ustanowił własną administrację. Następnie zwrócił się przeciw sekcie, której przewodził Song Jipeng (wywodzącej się z Sekty Białego Lotosu), masakrując ponad 30 tys. jej zwolenników. W obu starciach wykazał się sprawną organizacją działań oblężniczych. Potem zniszczył siły dwóch lokalnych watażków, którzy kilkukrotnie przechodzili ze strony powstańców na rządową, tylko po to by się ponownie zbuntować: Songa Zhinshi i Miao Peili (1863). W nagrodę za sukcesy przywrócono mu utracone (po porażce z 1860 r.) tytuły.
Mimo niewątpliwej odwagi, słabością Sengge Rinchena była nieumiejętność współpracy z innymi dowódcami, co ostatecznie doprowadziło go do zguby: wpadł w pułapkę zastawioną przez Zhang Zongyu, siostrzeńca Zhang Lexinga, i zginął w 1865; powstańcy przechwycili większość jego pięciotysięcznej grupy kawalerii. Już wcześniej jego niezdyscyplinowana i skorumpowana armia nie budziła zaufania ludności lokalnej, często cierpiącej więcej od oddziałów rządowych niż rebeliantów.
Po śmierci, w uznaniu zasług, dwór qingowski proklamował dziedziczność jego tytułu książęcego, a w 1889, cesarzowa Cixi nakazała wznieść świątynię ku jego czci, która zachowała się do dziś (Xianzhongci 顯忠祠, w  dzielnicy Dongcheng w Pekinie).